# Лајл (Минесота)
Лајл (енгл. Lyle) град је у америчкој савезној држави Минесота.

## Демографија
По попису из 2010. године број становника је 551, што је 15 (-2,7%) становника мање него 2000. године.
| Група             | 2000.       | 2010.       |
| Белци             | 563 (99,5%) | 539 (97,8%) |
| Афроамериканци    | 0 (0,0%)    | 0 (0,0%)    |
| Азијати           | 0 (0,0%)    | 0 (0,0%)    |
| Хиспаноамериканци | 2 (0,4%)    | 4 (0,7%)    |
| Укупно            | 566         | 551         |